# Carol Montgomery
Carol Montgomery (Sechelt, 24 de agosto de 1965) é uma ex-atleta canadense que competiu em atletismo e triatlo. Integrante da equipe nacional, conquistou três medalhas nos Jogos Pan-Americanos, três em mundiais e quinze em etapas da Copa do Mundo. Em 2002, tornou-se a primeira triatleta a vencer o evento de triatlo nos Jogos da Commonwealth e participou dos Jogos Olímpicos de 2000 e 2004. Ela foi incluída no Hall da Fama da União Internacional de Triatlo.

## Biografia
Montgomery nasceu no dia 24 de agosto de 1965, em Sechelt, Vancouver. Praticou corridas em pista e cross country no colegial e competiu em corridas de rua ao longo de seus anos de faculdade. Após terminar os estudos, começou a praticar triatlo, esporte pelo qual se destacou imediatamente; rapidamente foi convocada para integrar a equipe nacional do Canadá.
Estreou nos Jogos Olímpicos na edição de 2000, em Sydney, onde fez história ao se qualificar para o evento de triatlo e para a prova de dez mil metros do atletismo. No entanto, um acidente a impediu de terminar a prova de triatlo e de competir no atletismo. Quatro anos depois, qualificou-se para o evento de triatlo dos Jogos Olímpicos de Atenas, o qual terminou na trigésima quinta posição. Em campeonatos mundiais, obteve duas medalhas de prata nas edições de 1990 e 2000, além de um bronze em 1996. Ela também é uma das maiores vencedoras da Copa do Mundo; com quinze medalhas em etapas da competição, ocupa a terceira posição na lista de triatletas com maior número de medalhas na competição.
Carol Montgomery participou das edições de 1995 e 1999 dos Jogos Pan-Americanos, conquistando três medalhas. Em Mar del Plata, ela competiu nos eventos de atletismo e obteve uma medalha de bronze e uma de prata nas provas de cinco e dez mil metros, respectivamente. Quatro anos depois, terminou na terceira posição no evento de triatlo. Em 2002, tornou-se a primeira triatleta a vencer os Jogos da Commonwealth. Aposentou-se do esporte em 2004. Em 2016, foi incluída no Hall da Fama da União Internacional de Triatlo.